# Награда Удружења филмских глумаца за најбољу глумачку поставу у филму

## Награђени и номиновани

### 1990-e
| Година | Филм                    | Филмска постава |
| ------ | ----------------------- | --- |
| 1995.  | Аполо 13                | Кевин Бејкон, Кетлин Квинлан, Бил Пакстон, Ед Харис, Том Хенкс, Гари Синис |
| 1995.  | Разум и осећајност      | Ема Томпсон, Кејт Винслет, Хју Грант, Алан Рикман, Имелда Стонтон, Том Вилкинсон, Хју Лори, Елизабет Спригс |
| 1995.  | Никсон                  | Ентони Хопкинс, Џоун Ален, Ед Харис, Боб Хоскинс, Џејмс Вудс |
| 1995.  | Ухвати Шортија          | Џејмс Гандолфини, Дени Девито, Делрој Линдо, Дејвид Пејмер, Рене Русо, Џон Траволта, Џин Хекман |
| 1995.  | Исткано срцем           | Винона Рајдер, Ен Банкрофт, Елен Берстин, Кејт Нелиган, Кејт Кепшо |
| 1996.  | Кавез за лудаке         | Робин Вилијамс, Џин Хекман, Нејтан Лејн, Дајана Вист, Ханк Азарија, Кристина Барански, Ден Фатерман |
| 1996.  | Енглески пацијент       | Рејф Фајнс, Жилијет Бинош, Вилем Дафо, Кристин Скот Томас, Нејвин Ендруз, Колин Ферт, Џулијан Водам, Јирген Прохнов |
| 1996.  | Марвинова соба          | Мерил Стрип, Леонардо Дикаприо, Дајана Китон, Роберт де Ниро, Хјум Кронин, Гвен Вердон, Хак Скардино, Ден Хедеја |
| 1996.  | Сјај                    | Армин Милер-Штал, Ноа Тејлор, Џефри Раш, Лин Редгрејв, Гуги Видерс, Џон Гилгуд |
| 1996.  | Оштрица злочина         | Били Боб Торнтон, Двајт Јоукам, Џеј Ти Волш, Џон Ритер, Лукас Блек, Натали Канердеј, Роберт Дувал |
| 1997.  | До голе коже            | Марк Ади, Пол Барбер, Роберт Карлајл, Дирдри Костело, Стив Хјуисон, Брус Џоунс, Лесли Шарп, Вилијам Снејп, Хјуго Спир, Том Вилкинсон, Емили Вуф                                                                                           |
| 1997.  | Ноћи бугија             | Дон Чидл, Хедер Грејам, Луис Гузман, Филип Бејкер Хол, Филип Симор Хофман, Томас Џејн, Рики Џеј, Вилијам Х. Мејси, Алфред Молина, Џулијана Мур, Никол Ари Паркер, Џон Си Рајли, Берт Рејнолдс, Роберт Риџли, Марк Волберг, Мелора Волтерс |
| 1997.  | Добри Вил Хантинг       | Бен Афлек, Мет Дејмон, Мини Драјвер, Стелан Скарсгорд, Робин Вилијамс |
| 1997.  | Поверљиво из Л. А.      | Ким Бејсингер, Џејмс Кромвел, Расел Кроу, Дени Девито, Гај Пирс, Дејвид Стратерн |
| 1997.  | Титаник                 | Сузи Ејмис, Кети Бејтс, Леонардо Дикаприо, Франсес Фишер, Виктор Гарбер, Бернард Хил, Џонатан Хајд, Бил Пакстон, Глорија Стјуарт, Дејвид Ворнер, Кејт Винслет, Били Зејн, Дени Нучи, Бернард Фокс                                         |
| 1998.  | Заљубљени Шекспир       | Бен Афлек, Сајмон Калоу, Џим Картер, Мартин Клунс, Џуди Денч, Џозеф Фајнс, Колин Ферт, Гвинет Палтроу, Џефри Раш, Ентони Шер, Имелда Стонтон, Том Вилкинсон, Марк Вилијамс                                                                |
| 1998.  | Живот је леп            | Роберто Бенињи, Николета Браски, Хорст Бухолц, Серђу Бини Бустрик, Ђорђо Кантарини, Ђустино Дурано, Америго Фонтани, Ђулијана Лођодиче, Мариза Паредес                                                                                    |
| 1998.  | Анђеоски глас           | Анет Бедланд, Бренда Блетин, Џим Бродбент, Мајкл Кејн, Џејн Хорокс, Филип Џексон, Јуан Макгрегор |
| 1998.  | Спасавање редова Рајана | Едвард Бернс, Мет Дејмон, Џереми Дејвис, Вин Дизел, Адам Голдберг, Том Хенкс, Бари Пепер, Ђовани Рибизи, Том Сајзмор |
| 1998.  | Буђење Неда Девајна     | Ијан Банен, Финула Фланаган, Дејвид Кели, Сузан Линч, Џејмс Незбит |
| 1999.  | Америчка лепота         | Анет Бенинг, Вес Бентли, Тора Берч, Крис Купер, Питер Галагер, Алисон Џени, Кевин Спејси, Мина Сувари |
| 1999.  | Бити Џон Малкович       | Орсон Бин, Џон Кјузак, Камерон Дијаз, Кетрин Кинер, Џон Малкович, Мери Кеј Плејс, Чарли Шин |
| 1999.  | Живот нема правила      | Џејн Александер, Ерика Баду, Кети Бејкер, Мајкл Кејн, Киран Калкин, Делрој Линдо, Тоби Магвајер, Кејт Нелиган, Пол Рад, Шарлиз Трон |
| 1999.  | Зелена миља             | Патриша Кларксон, Џејмс Кромвел, Џефри Деман, Мајкл Кларк Данкан, Грејам Грин, Том Хенкс, Бони Хант, Даг Хачинсон, Мајкл Џитер, Дејвид Морс, Бари Пепер, Сем Роквел, Хари Дин Стантон                                                     |
| 1999.  | Магнолија               | Џереми Блекман, Том Круз, Мелинда Дилон, Ејприл Грејс, Луис Гузман, Филип Бејкер Хол, Филип Симор Хофман, Рики Џеј, Вилијам Ејч Мејси, Алфред Молина, Џулијана Мур, Џон Си Рајли, Џејсон Робардс, Мелора Волтерс                          |

### 2000-e
| Година | Филм                                 | Филмска постава |
| ------ | ------------------------------------ | --- |
| 2000.  | Путеви дроге                         | Стивен Бауер, Бенџамин Брет Џејмс Бролин, Дон Чидл, Ерика Кристенсен, Клифтон Колинс Млађи, Бенисио дел Торо, Мајкл Даглас, Мигел Ферер, Алберт Фини, Тофер Грејс, Луис Гузман, Ејми Ирвинг, Томас Милијан, Д. В. Мофет, Денис Квејд, Питер Ригерт, Џејкоб Варгас, Кетрин Зита-Џоунс                                                                             |
| 2000.  | Корак до славе                       | Феруза Бок, Били Крудап, Патрик Фјуџит, Филип Симор Хофман, Кејт Хадсон, Џејсон Ли, Франсес Макдорманд, Ана Паквин, Ноа Тејлор |
| 2000.  | Били Елиот                           | Џејми Бел, Џејми Дрејвен, Гари Луис, Џули Волтерс |
| 2000.  | Чоколада                             | Жилијет Бинош, Лесли Карон, Џуди Денч, Џони Деп, Алфред Молина, Кери-Ен Мос, Хју О’Конор, Лена Олин, Петер Стормаре, Џон Вуд |
| 2000.  | Гладијатор                           | Расел Кроу, Ричард Харис, Џимон Хансу, Дерек Џејкоби, Кони Нилсен, Хоакин Финикс, Оливер Рид |
| 2001.  | Госфорд парк                         | Ајлин Аткинс, Боб Балабан, Алан Бејтс, Чарли Денс, Стивен Фрај, Мајкл Гамбон, Ричард И. Грант, Том Холандер, Дерек Џејкоби, Кели Макдоналд, Хелен Мирен, Џереми Нортам, Клајв Овен, Рајан Филипи, Кристин Скот Томас, Меги Смит, Џералдина Самервил, Софи Томпсон, Емили Вотсон, Џејмс Вилби                                                                     |
| 2001.  | Блистави ум                          | Пол Бетани, Џенифер Конели, Расел Кроу, Адам Голдберг, Ед Харис, Џад Херш, Џош Лукас, Остин Пендлтон, Кристофер Пламер, Ентони Рап, Џејсон Греј-Станфорд |
| 2001.  | У спаваћој соби                      | Вилијам Мејпотер, Сиси Спејсек, Ник Стал, Мариса Томеј, Силија Вестон, Том Вилкинсон, Вилијам Вајз |
| 2001.  | Господар прстенова: Дружина прстена  | Шон Астин, Шон Бин, Кејт Бланчет, Орландо Блум, Били Бојд, Ијан Холм, Кристофер Ли, Ијан Макелен, Доминик Монахан, Виго Мортенсен, Џон Рис-Дејвис, Енди Серкис, Лив Тајлер, Хјуго Вивинг, Елајџа Вуд |
| 2001.  | Мулен руж                            | Џим Бродбент, Никол Кидман, Џон Легвизамо, Јуан Макгрегор, Ричард Роксберг |
| 2002.  | Чикаго                               | Кристина Барански, Екатерина Шчелканова, Теј Дигс, Дениз Феј, Колм Фиор, Ричард Гир, Дидри Гудвин, Маја, Луси Лу, Квин Латифа, Сузан Мизнер, Џон Си Рајли, Доминик Вест, Рене Зелвегер, Кетрин Зита-Џоунс |
| 2002.  | Адаптација                           | Николас Кејџ, Крис Купер, Брајан Кокс, Кара Симор, Мерил Стрип, Тилда Свинтон |
| 2002.  | Сати                                 | Тони Колет, Клер Дејнс, Џеф Данијелс, Стивен Дилејн, Ед Харис, Алисон Џени, Никол Кидман, Џулијана Мур, Џон Си Рајли, Миранда Ричардсон, Мерил Стрип |
| 2002.  | Господар прстенова: Две куле         | Шон Астин, Кејт Бланчет, Орландо Блум, Били Бојд, Бред Дориф, Бернард Хил, Кристофер Ли, Ијан Макелен, Доминик Монахан, Виго Мортенсен, Миранда Ото, Џон Рис-Дејвис, Енди Серкис, Лив Тајлер, Хјуго Вивинг, Елајџа Вуд |
| 2002.  | Моја велика мрсна православна свадба | Џија Каридиз, Мајкл Константин, Џон Корбет, Џои Фатон, Лејни Казан, Андреа Мартин, Нија Вардалос |
| 2003.  | Господар прстенова: повратак краља   | Шон Астин, Шон Бин, Кејт Бланчет, Орландо Блум, Били Бојд, Бред Дориф, Бернард Хил, Кристофер Ли, Ијан Макелен, Доминик Монахан, Виго Мортенсен, Џон Нобл, Миранда Ото, Џон Рис-Дејвис, Енди Серкис, Лив Тајлер, Карл Ербан, Хјуго Вивинг, Дејвид Венам, Елајџа Вуд                                                                                              |
| 2003.  | У Америци                            | Ема Болџер, Сара Болџер, Педи Консидајн, Џимон Хонсу, Саманта Мортон |
| 2003.  | Мистична река                        | Кевин Бејкон, Лоренс Фишберн, Марша Геј Харден, Лора Лини, Шон Пен, Тим Робинс |
| 2003.  | Сибискит                             | Елизабет Бенкс, Џеф Бриџиз, Крис Купер, Вилијам Х. Мејси, Тоби Магвајер, Гари Стивенс |
| 2003.  | Чувар станице                        | Пол Бенџамин, Боби Канавале, Патриша Кларксон, Питер Динклиџ, Рејвен Гудвин, Мишел Вилијамс |
| 2004.  | Странпутице                          | Томас Хејден Черч, Пол Џијамати, Вирџинија Мадсен, Сандра Оу |
| 2004.  | Авијатичар                           | Алан Алда, Алек Болдвин, Кејт Бекинсејл, Кејт Бланчет, Леонардо Дикаприо, Ијан Холм, Дени Хјустон, Џуд Ло, Џон Си Рајли, Гвен Стефани |
| 2004.  | У потрази за Недођијом               | Џули Кристи, Џони Деп, Фреди Хајмор, Дастин Хофман, Рада Мичел, Џо Просперо, Ник Рауд, Лук Спил, Кејт Винслет |
| 2004.  | Хотел Руанда                         | Дон Чидл, Ник Нолти, Софи Оконедо, Хоакин Финикс |
| 2004.  | Девојка од милион долара             | Клинт Иствуд, Морган Фриман, Хилари Сванк |
| 2004.  | Реј                                  | Анџану Елис, Џејми Фокс, Теренс Хауард, Реџина Кинг, Хари Џ. Леникс, Клифтон Пауел, Ларенз Тејт, Кери Вошингтон |
| 2005.  | Фатална несрећа                      | Лудикрус, Сандра Булок, Дон Чидл, Мет Дилон, Џенифер Еспозито, Брендан Фрејзер, Теренс Хауард, Тандивеј Њутон, Рајан Филипи, Ларенз Тејт |
| 2005.  | Планина Броукбек                     | Линда Карделини, Ана Фарис, Џејк Џиленхол, Ен Хатавеј, Хит Леџер, Ренди Квејд, Мишел Вилијамс |
| 2005.  | Капоте                               | Боб Балабан, Клифтон Колинс млађи, Крис Купер, Брус Гринвуд, Филип Симор Хофман, Кетрин Кинер, Марк Пелегрино |
| 2005.  | Лаку ноћ и срећно                    | Роуз Абду, Алекс Борстин, Роберт Џон Берк, Патриша Кларксон, Џорџ Клуни, Џеф Данијелс, Рид Дајмонд, Тејт Донован, Роберт Дауни Млађи, Грант Хеслоф, Питер Џејкобсон, Френк Ланџела, Томас Макарти, Дајана Ривс, Мет Рос, Дејвид Стратерн, Реј Вајз |
| 2005.  | Хип хоп макро                        | Ентони Андерсон, Лудикрус, Ајзак Хејз, Тараџи П. Хенсон, Теренс Хауард, Тарин Менинг, Елиз Нил, Пола Џај Паркер, Ди Џеј Кволс |
| 2006.  | Мала мис Саншајн                     | Алан Аркин, Абигејл Бреслин, Стив Карел, Тони Колет, Пол Дејно, Грег Кинир |
| 2006.  | Вавилон                              | Адријана Бараза, Кејт Бланчет, Гаел Гарсија Бернал, Ринко Кикучи, Бред Пит, Коџи Јакушо |
| 2006.  | Боби                                 | Хари Белафонте, Џој Брајант, Ник Канон, Емилио Естевез, Лоренс Фишберн, Брајан Герати, Хедер Грејам, Ентони Хопкинс, Хелен Хант, Џошуа Џексон, Дејвид Крамхолц, Ештон Кучер, Шаја Лабаф, Линдси Лоан, Вилијам Х. Мејси, Светлана Меткина, Деми Мур, Фреди Родригез, Мартин Шин, Кристијан Слејтер, Шерон Стоун, Џејкоб Варгас, Мери Елизабет Винстед, Елајџа Вуд |
| 2006.  | Двострука игра                       | Ентони Андерсон, Алек Болдвин, Мет Дејмон, Леонардо Дикаприо, Вера Фармига, Џек Николсон, Мартин Шин, Марк Волберг, Реј Винстон |
| 2006.  | Девојке из снова                     | Хинтон Батл, Џејми Фокс, Дени Главер, Џенифер Хадсон, Бијонсе Ноулс, Шерон Лил, Еди Мерфи, Кит Робинсон, Аника Нони Роуз |
| 2007.  | Нема земље за старце                 | Хавијер Бардем, Џош Бролин, Гарет Дилахант, Тес Харпер, Вуди Харелсон, Томи Ли Џоунс, Кели Макдоналд |
| 2007.  | У 3:10 за Јуму                       | Кристијан Бејл, Расел Кроу, Питер Фонда, Бен Фостер, Логан Лерман, Гречен Мол, Далас Робертс, Винеса Шо, Алан Тудик |
| 2007.  | Амерички гангстер                    | Арманд Асанте, Џош Бролин, Расел Кроу, Руби Ди, Чуетел Еџофор, Идрис Елба, Кјуба Гудинг млађи, Карла Гуџино, Џон Хокс, Тед Левин, Џо Мортон, Лимари Надал, Риза, Јул Васкез, Дензел Вошингтон |
| 2007.  | Лак за косу                          | Ники Блонски, Аманда Бајнс, Пол Дули, Зак Ефрон, Алисон Џени, Елајџа Кели, Џејмс Марсден, Мишел Фајфер, Квин Латифа, Бритни Сноу, Џери Стилер, Џон Траволта, Кристофер Вокен |
| 2007.  | У дивљину                            | Брајан Деркер, Марша Геј Харден, Емил Херш, Хал Холбрук, Вилијам Херт, Кетрин Кинер, Џена Малон, Кристен Стјуарт, Винс Вон |
| 2008.  | Милионер са улице                    | Рубина Али, Танај Чеда, Ашутош Лобо Гаџивала, Азарудин Мохамед Исмаил, Анил Капур, Ирфан Кан, Ајуш Махеш Кедекар, Танви Ганеш Лонкар, Мадур Митал, Дев Пател, Фрида Пинто |
| 2008.  | Необичан случај Бенџамина Батона     | Махершалалхашбаз Али, Кејт Бланчет, Џејсон Флеминг, Џаред Харис, Тараџи П. Хенсон, Елајас Котијас, Џулија Ормонд, Бред Пит, Филис Самервил, Тилда Свинтон |
| 2008.  | Сумња                                | Ејми Адамс, Вајола Дејвис, Филип Симор Хофман, Мерил Стрип |
| 2008.  | Фрост/Никсон                         | Кевин Бејкон, Ребека Хол, Тоби Џоунс, Френк Ланџела, Метју Макфејден, Оливер Плат, Сем Роквел, Мајкл Шин |
| 2008.  | Милк                                 | Џош Бролин, Џозеф Крос, Џејмс Франко, Виктор Гарбер, Емил Херш, Дијего Луна, Денис О`Хер, Шон Пен, Алисон Пил |
| 2009.  | Проклетници                          | Бред Пит, Кристоф Валц, Мајкл Фасбендер, Илај Рот, Дијана Кригер, Данијел Брил, Тил Швајгер, Мелани Лоран, Аугуст Дил, Жили Драјфус, Силвестер Грот, Омар Дом, Жаки Идо, Дени Меноше, Мајк Мајерс, Род Тејлор, Мартин Вутке, Би Џеј Новак |
| 2009.  | Образовање                           | Кери Малиган, Доминик Купер, Алфред Молина, Розамунд Пајк, Питер Сарсгард, Ема Томпсон, Оливија Вилијамс |
| 2009.  | Катанац за бол                       | Кристијан Камарго, Брајан Герати, Еванџелин Лили, Ентони Маки, Џереми Ренер |
| 2009.  | Девет                                | Данијел Деј-Луис, Марион Котијар, Пенелопе Круз, Џуди Денч, Ферги, Кејт Хадсон, Никол Кидман, Софија Лорен |
| 2009.  | Драгоцена                            | Мараја Кери, Лени Кравиц, Моник, Пола Патон, Шери Шеперд, Габореј Сидибе |

### 2010-e
| Година | Глумица                              | Филм |
| ------ | ------------------------------------ | --- |
| 2010.  | Краљев говор                         | Ентони Ендруз, Хелена Бонам Картер, Џенифер Или, Колин Ферт, Мајкл Гамбон, Дерек Џекоби, Гај Пирс, Џефри Раш, Тимоти Спол |
| 2010.  | Црни лабуд                           | Венсан Касел, Барбара Херши, Мила Кунис, Натали Портман, Винона Рајдер |
| 2010.  | Борац                                | Ејми Адамс, Кристијан Бејл, Мелиса Лео, Џек Макги, Марк Волберг |
| 2010.  | Деца су у реду                       | Анет Бенинг, Џош Хачерсон, Џулијана Мур, Марк Рафало, Мија Вашиковска |
| 2010.  | Друштвена мрежа                      | Џеси Ајзенберг, Ендру Гарфилд, Арми Хамер, Макс Мингела, Џош Пенс, Џастин Тимберлејк |
| 2011.  | Служавке                             | Џесика Частејн, Вајола Дејвис, Брајс Далас Хауард, Алисон Џени, Крис Лоуел, Ана О’Рајли, Сиси Спејсек, Октавија Спенсер, Мери Стинберџен, Ема Стоун, Сисели Тајсон, Мајк Вогел                                                        |
| 2011.  | Уметник                              | Беренис Бежо, Џејмс Кромвел, Жан Дижарден, Џон Гудман, Пенелопи Ен Милер |
| 2011.  | Деверуше                             | Роуз Берн, Џил Клејберг, Ели Кемпер, Мет Лукас, Мелиса Макарти, Венди Маклендон-Кави, Крис О’Дауд, Маја Рудолф, Кристен Виг |
| 2011.  | Потомци                              | Бо Бриџиз, Џорџ Клуни, Роберт Форстер, Џуди Грир, Метју Лилард, Шејлин Вудли |
| 2011.  | Поноћ у Паризу                       | Кети Бејтс, Адријен Броди, Карла Бруни, Марион Котијар, Рејчел Макадамс, Мајкл Шин, Овен Вилсон |
| 2012.  | Арго                                 | Бен Афлек, Алан Аркин, Кери Бише, Кајл Чандлер, Рори Кокран, Брајан Кранстон, Кристофер Денам, Тејт Донован, Клија Дувал, Виктор Гарбер, Џон Гудман, Скут Макнери, Крис Месина                                                        |
| 2012.  | Егзотични хотел Мариголд             | Џуди Денч, Силија Имри, Меги Смит, Бил Нај, Дев Пател, Роналд Пикап, Том Вилкинсон, Пенелопи Вилтон |
| 2012.  | Јадници                              | Изабел Ален, Саманта Баркс, Саша Барон Коен, Хелена Бонам Картер, Расел Кроу, Ен Хатавеј, Данијел Хатлстон, Хју Џекман, Еди Редмејн, Аманда Сајфред, Арон Твејт, Колм Вилкинсон                                                       |
| 2012.  | Линколн                              | Данијел Деј-Луис, Сали Филд, Џозеф Гордон-Левит, Хал Холбрук, Томи Ли Џоунс, Џејмс Спејдер, Дејвид Стратерн |
| 2012.  | У добру и у злу                      | Бредли Купер, Џенифер Лоренс, Роберт Де Ниро, Џеки Вивер, Крис Такер, Анупам Кер |
| 2013.  | Америчка превара                     | Ејми Адамс, Кристијан Бејл, Луј Си Кеј, Бредли Купер, Џек Хјустон, Џенифер Лоренс, Алесандро Нивола, Мајкл Пења, Џереми Ренер, Елизабет Рем, Шеј Вигам                                                                                |
| 2013.  | Дванаест година ропства              | Бенедикт Камбербач, Пол Дејно, Гарет Дилахант, Чуетел Еџиофор, Мајкл Фасбендер, Пол Џијамати, Скут Макнери, Лупита Нјонго, Одиперо Одује, Сара Полсон, Бред Пит, Мајкл Кенет Вилијамс, Алфри Вудард                                   |
| 2013.  | Август у округу Осејџ                | Абигејл Бреслин, Крис Купер, Бенедикт Камбербач, Џулијет Луис, Марго Мартиндејл, Јуан Макгрегор, Дермот Малрони, Џулијана Николсон, Џулија Робертс, Сем Шепард, Мерил Стрип, Мисти Апем                                               |
| 2013.  | Пословни клуб Далас                  | Џенифер Гарнер, Џаред Лето, Метју Маконахеј, Денис О’Хер, Далас Робертс, Стив Зан |
| 2013.  | Батлер                               | Мараја Кери, Џон Кјузак, Џејн Фонда, Кјуба Гудинг Млађи, Теренс Хауард, Лени Кравиц, Џејмс Марсден, Дејвид Ојелоуо, Алекс Петифер, Ванеса Редгрејв, Алан Рикман, Лијев Шрајбер, Робин Вилијамс, Опра Винфри                           |
| 2014.  | Човек Птица                          | Зак Галифанакис, Мајкл Китон, Едвард Нортон, Андреа Рајзборо, Ејми Рајан, Ема Стоун, Наоми Вотс |
| 2014.  | Одрастање                            | Патриша Аркет, Елар Колтрејн, Итан Хок, Лорелај Линклејтер |
| 2014.  | Гранд Будапест хотел                 | Ф. Мари Ејбрахам, Матје Амалрик, Адријен Броди, Вилем Дафо, Рејф Фајнс, Џеф Голдблум, Харви Кајтел, Џуд Ло, Бил Мари, Едвард Нортон, Тони Револори, Серше Ронан, Џејсон Шварцман, Леа Седу, Тилда Свинтон, Том Вилкинсон, Овен Вилсон |
| 2014.  | Игра кодова                          | Метју Берд, Бенедикт Камбербач, Чарлс Данс, Метју Гуд, Рори Кинир, Кира Најтли, Ален Лич, Марк Стронг |
| 2014.  | Теорија свега                        | Чарли Кокс, Фелисити Џоунс, Сајмон Макберни, Еди Редмејн, Дејвид Тјулис, Емили Вотсон |
| 2015.  | Под лупом                            | Били Крудап, Брајан Дарси Џејмс, Мајкл Китон, Рејчел Макадамс, Марк Рафало, Лијев Шрајбер, Џон Слатери, Стенли Тучи |
| 2015.  | Звери без нације                     | Ејбрахам Ата, Керт Егјиван, Идрис Елба |
| 2015.  | Опклада века                         | Кристијан Бејл, Стив Карел, Рајан Гозлинг, Мелиса Лио, Хејмиш Линклејтер, Џон Магаро, Бред Пит, Рејф Спол, Џереми Стронг, Мариса Томеј, Фин Витрок                                                                                    |
| 2015.  | Право из Комптона                    | Нил Браун Млађи, Пол Џијамати, Кори Хокинс, Олдис Хоџ, О’Шеј Џексон Млађи, Џејсон Мичел |
| 2015.  | Трамбо                               | Адевале Акинуе Агбаџе, Луј Си Кеј, Брајан Кранстон, Дејвид Џејмс Елиот, Ел Фенинг, Џон Гудман, Дајана Лејн, Хелен Мирен, Мајкл Сталбарг, Алан Тудик                                                                                   |
| 2016.  | Скривене бројке                      | Махершала Али, Кевин Костнер, Кирстен Данст, Тараџи П. Хенсон, Олдис Хоџ, Џанел Моне, Џим Парсонс, Глен Пауел, Октавија Спенсер |
| 2016.  | Капетан Фантастични                  | Анализ Бесо, Шри Крукс, Ен Дауд, Кетрин Хан, Николас Хамилтон, Саманта Ајлер, Френк Ланџела, Џорџ Макеј, Ерин Моријарти, Виго Мортенсен, Миси Пајл, Чарли Шотвел, Стив Зан                                                            |
| 2016.  | Ограде                               | Џован Адепо, Вајола Дејвис, Стивен Макинли Хендерсон, Расел Хорнсби, Сања Сидни, Дензел Вошингтон, Мајкелти Вилијамсон |
| 2016.  | Манчестер поред мора                 | Кејси Афлек, Метју Бродерик, Кајл Чандлер, Лукас Хеџиз, Гречен Мол, Мишел Вилијамс |
| 2016.  | Месечина                             | Махершала Али, Наоми Харис, Андре Холанд, Џарел Џером, Џанел Моне, Треванти Роудс, Ештон Сандерс |
| 2017.  | Три билборда изван Ебинга у Мисурију | Аби Корниш, Питер Динклиџ, Вуди Харелсон, Џон Хокс, Лукас Хеџиз, Жељко Иванек, Кејлеб Ландри Џоунс, Франсес Макдорманд, Кларк Питерс, Сем Роквел, Самара Вивинг                                                                       |
| 2017.  | Моја љубавна прича                   | Адил Ахтар, Холи Хантер, Зои Казан, Анупам Кер, Кумаил Нанџијани, Реј Романо, Зенобија Шроф |
| 2017.  | Бежи                                 | Кејлеб Ландри Џоунс, Данијел Калуја, Кетрин Кинер, Стивен Рут, Лакит Стенфилд, Бредли Витфорд, Алисон Вилијамс |
| 2017.  | Бубамара                             | Тимоти Шаламе, Бини Фелдстин, Лукас Хеџиз, Трејси Летс, Стивен Макинли Хендерсон, Лори Меткалф, Џордан Родригес, Серше Ронан, Одеја Раш, Маријел Скот,, Луиз Смит                                                                     |
| 2017.  | Земљи обећани                        | Џонатан Бенкс, Мери Џеј Блајџ, Џејсон Кларк, Гарет Хедланд, Џејсон Мичел, Роб Морган, Кери Малиган |
| 2018.  | Црни Пантер                          | Анџела Басет, Чедвик Боузман, Стерлинг К. Браун, Винстон Дјук, Мартин Фриман, Данај Гурира, Мајкл Б. Џордан, Данијел Калуја, Лупита Нјонго, Енди Серкис, Форест Витакер, Летиша Рајт                                                  |
| 2018.  | Црни члан КККлана                    | Хари Белафонте, Адам Драјвер, Тофер Грејс, Лора Харијер, Кори Хокинс, Џон Дејвид Вошингтон |
| 2018.  | Боемска рапсодија                    | Луси Бојнтон, Ејдан Гилен, Бен Харди, Том Холандер, Гвилим Ли, Ален Лич, Рами Малек, Џозеф Мазело, Мајк Мајерс |
| 2018.  | Лудо богати Aзијати                  | Аквафина, Џема Чен, Хенри Голдинг, Кен Џонг, Лиза Лу, Хари Шам Јуниор, Констанс Ву, Мишел Јео |
| 2018.  | Звезда је рођена                     | Дејв Шапел, Ендру Дајс Клеј, Бредли Купер, Сем Елиот, Рафи Гаврон, Лејди Гага, Ентони Рамос |
| 2019.  | Паразит                              | Сонг Канг-хо, Ли Сон-гјун, Чо Јео-џонг, Чои Ву-шик, Парк Со-дам, Ли Џунг-ин, Ћанг Хје-ђин, Парк Мјунг-хон, Јеонг Џи-со, Јеонг Хјеон-џун, Парк Кеун-рок, Парк Сео-џун                                                                  |
| 2019.  | Оне су бомбе                         | Кони Бритон, Алисон Џени, Никол Кидман, Џон Литгоу, Малком Макдауел, Кејт Макинон, Марго Роби, Шарлиз Терон |
| 2019.  | Ирац                                 | Боби Канавале, Роберт де Ниро, Стивен Грејам, Харви Кајтел, Ал Пачино, Ана Паквин, Џо Пеши, Реј Романо |
| 2019.  | Зец Џоџо                             | Алфи Ален, Роман Грифин Дејвис, Скарлет Џохансон, Томасин Макензи, Стивен Мерчант, Сем Роквел, Таика Ваитити, Ребел Вилсон |
| 2019.  | Било једном у Холивуду               | Остин Батлер, Џулија Батерс, Брус Дерн, Леонардо Дикаприо, Дакота Фанинг, Емил Херш, Дејмијан Луис, Мајк Мох, Тимоти Олифант, Ал Пачино, Лук Пери, Бред Пит, Маргарет Кволи, Марго Роби                                               |

### 2020-e
| Година | Глумица                      | Филм |
| ------ | ---------------------------- | --- |
| 2020.  | Суђење Чикашкој седморици    | Јахја Абдул-Матин II, Саша Барон Коен, Џозеф Гордон Левит, Мајкл Китон, Френк Ланџела, Џон Керол Линч, Еди Редмејн, Марк Рајланс, Алекс Шарп, Џереми Стронг                                                                  |
| 2020.  | Da 5 Bloods                  | Чедвик Боузман, Пол Волтер Хаусер, Нгујен Нгок Лам, Норм Луис, Делрој Линдо, Џонатан Мајорс, Ван Вероника Нго, Џони Три Нгујен, Јаспер Пекенен, Кларк Питерс, Санди Хуонг Фам, Жан Рено, Мелани Тијери, Ајзеја Витлок Јуниор |
| 2020.  | Ма Рејни: Мајка блуза        | Чедвик Боузман, Џони Којн, Вајола Дејвис, Колман Доминго, Мајкл Потс, Глин Турман |
| 2020.  | Минари                       | Ноел Кејт Чо, Хан Је-ри, Скот Хејз, Алан Ким, Вил Патон, Стивен Јан, Јун Ју-јунг |
| 2020.  | Једна ноћ у Мајамију         | Кингсли Бен-Адир, Бо Бриџиз, Лоренс Џилијард Јуниор, Ели Гори, Олдис Хоџ, Мајкл Империоли, Хоакина Калуканго, Лесли Одом Јуниор, Ленс Редик, Николет Робинсон                                                                |
| 2021.  | Кода                         | Еухенио Дербез, Данијел Дурант, Емилија Џоунс, Трој Коцур, Марли Матлин, Фердија Волш Пило |
| 2021.  | Белфаст                      | Катрина Балф, Џуди Денч, Џејми Дорнан, Џуд Хил, Киран Хајндс, Колин Морган |
| 2021.  | Не гледај горе               | Кејт Бланчет, Тимоти Шаламе, Леонардо Дикаприо, Аријана Гранде, Џона Хил, Џенифер Лоренс, Мелани Лински, Скот Мескуди, Роб Морган, Химеш Пател, Рон Перлман, Тајлер Пери, Марк Рајланс, Мерил Стрип                          |
| 2021.  | Гучијеви                     | Адам Драјвер, Лејди Гага, Салма Хајек, Џек Хјустон, Џереми Ајронс, Џаред Лето, Ал Пачино |
| 2021.  | Краљ Ричард: Предност у игри | Џон Бернтал, Аунџану Елис, Тони Голдвин, Санија Сидни, Деми Синглтон, Вил Смит |
| 2022.  | Све у исто време             | Џејми Ли Кертис, Џејмс Хонг, Стефани Шу, Џонатан Ке Кван, Хари Шам Млађи, Џени Слејт, Мишел Јео |
| 2022.  | Вавилон                      | Џован Адепо, Пи Џеј Берн, Дијего Калва, Лукас Хас, Оливија Хамилтон, Ли Ђун Ли, Тоби Магвајер, Макс Мингела, Бред Пит, Марго Роби, Рори Сковел, Џин Смарт, Кетрин Вотерстон                                                  |
| 2022.  | Духови острва                | Кери Кондон, Колин Фарел, Брендан Глисон, Бари Киоган |
| 2022.  | Фабелманови                  | Џини Берлин, Пол Дејно, Џад Херш, Габријел Лабел, Дејвид Линч, Сет Роген, Мишел Вилијамс |
| 2022.  | Жене говоре                  | Џеси Бакли, Клер Фој, Кејт Халет, Џудит Ајви, Руни Мара, Шила Макарти, Франсес Макдорманд, Мишел Маклеод, Лив Макнил, Бен Вишо, Аугуст Винтер                                                                                |
| 2023.  | Опенхајмер                   | Кејси Афлек, Емили Блант, Кенет Брана, Мет Дејмон, Роберт Дауни Млађи, Џош Хартнет, Рами Малек, Килијан Марфи, Флоренс Пју                                                                                                   |
| 2023.  | Америчка фикција             | Ерика Александер, Адам Броди, Стерлинг К. Браун, Кит Дејвид, Џон Ортиз, Иса Реј, Трејси Елис Рос, Лесли Агамс, Џефри Рајт |
| 2023.  | Барби                        | Мајкл Сера, Вил Ферел, Америка Ферера, Рајан Гозлинг, Аријана Гринблат, Кејт Макинон, Хелен Мирен, Рија Перлман, Иса Реј, Марго Роби                                                                                         |
| 2023.  | Боја пурпура                 | Хале Бејли, Фантазија Барино, Џон Батист, Данијела Брукс, Сијера, Колман Доминго, Онжано Елис-Тејлор, Луј Госет Млађи, Кори Хокинс, Тараџи П. Хенсон, Филисија Перл Мпаси, Габријела Вилсон                                  |
| 2023.  | Убиства под цветним месецом  | Танту Кардинал, Роберт де Ниро, Леонардо Дикаприо, Брендан Фрејзер, Лили Гладстоун, Џон Литгоу, Џеси Племонс |
| 2024.  | Конклава                     | Серђо Кастелито, Рејф Фајнс, Џон Литгоу, Лусијан Мсамати, Изабела Роселини, Стенли Тучи |
| 2024.  | Анора                        | Јура Борисов, Марк Ајделштајн, Карен Карагулијан, Мајки Медисон, Алексеј Серебрјаков, Ваче Товмасјан |
| 2024.  | Боб Дилан: Потпуни незнанац  | Моника Барбаро, Норберт Лео Бац, Тимоти Шаламе, Ел Фанинг, Ден Фоглер, Вил Харисон, Ерико Хацуне, Бојд Холбрук, Скут Макнејри, Биг Бил Морганфилд, Едвард Нортон                                                             |
| 2024.  | Емилија Перез                | Карла Софија Гаскон, Селена Гомез, Адријана Паз, Зои Салдана |
| 2024.  | Злица                        | Џонатан Бејли, Мариса Боди, Питер Динклиџ, Синтија Ериво, Џеф Голдблум, Аријана Гранде, Итан Слејтер, Боуен Јанг, Мишел Јео                                                                                                  |